# TVボーイ
TVボーイ（テレビボーイ）は、1983年10月に学習研究社（現・学研ホールディングス）から発売された家庭用ゲーム機。価格は8,800円。愛称はコンパクトビジョン。

## ハードウェア
本体色は白。電源スイッチの他にゲームを中断するポーズボタンがある。
コントローラには、本体一体型のジョイスティック形式が採用された。プレイヤーは左手で本体向かって左の取っ手をつかみ、右手でT字型のジョイスティックを握る姿勢となる。ゲームの主な操作に使うボタンは2つあり、ジョイスティックにはAボタン、取っ手にはスター卜／Bボタンがそれぞれ親指で押せる位置に付いている。「どちらも同じ入力で内部的には1ボタン」ではなく、2つの独立したボタンである。コントローラの増設は出来ず、2人プレイするときは交替することになる
当初、学研ではホビーパソコンとゲーム専用機を同時開発していたが、結果的に市場に投入されたのはゲーム専用機である本機のみとなった。本体価格が安価に抑えられているのは、カセットビジョンと同様にCPUを本体側に持たせていないためで、代わりにCPUとメモリ（ROMとRAM）と周辺回路が一つのチップになっているワンチップマイコンのMC6801がゲームカートリッジに搭載されている。

## 仕様
- CPU：カートリッジ側にワンチップマイコンMC6801が搭載
- VDP：MC6847 Video Display Generator
  - テキスト表示 32桁×16行
  - グラフィック表示 256×192ドット 2色 または 128×192ドット 4色
  - スプライトやPCG、ハードウェアスクロールなどのゲーム向けの機能はない。NECのパソコンPC-6001と同一の画像表示LSI。
- RAM：2KB
- サウンド：あり（詳細不明）
- コントローラ：T字型スティック + 1ボタン、独立ポーズボタン

## ソフトウェア
ソフトは6種類が発売された。各3,800円。
- エキサイトインベーダー
- ミスターボム
- ロボタンウォーズ
- 地対空大作戦 - スーパーコブラの移植
- フロッガー
- 市街戦200X年